# Roger Martin du Gard
Roger Martin Du Gard (Neuilly-sur-Seine, Francia, 23 de marzo de 1881 - Sérigny (Orne), 22 de agosto de 1958) fue un novelista francés. Obtuvo el premio Nobel de Literatura en 1937.

## Biografía
Nacido en una familia acomodada, de abogados y magistrados, su situación le permitió dedicarse a la literatura. Estudió en el Lycée Janson de Sailly de París. 
De vocación literaria precoz, fue consciente de ella tras leer Guerra y paz de León Tolstói. Para intentar consolidar su vocación de novelista, inicia estudios de Letras, pero no consigue licenciarse. Se presenta entonces a la oposición de la École des chartes y obtuvo la plaza de archivero-paleógrafo, con una tesis sobre la abadía de Jumièges.
En 1908 publicó su primera novela Devenir. Tras la publicación en 1913 de Jean Barois, en la que Martin du Gard aborda el caso Dreyfus le permite trabar amistad con André Gide y Jacques Copeau.
Participó como soldado en la Primera Guerra Mundial. Cuando esta terminó, empieza la redacción de la que será su obra magna: la saga de Los Thibault. En ella no trata de demostrar nada. No juzga, no condena: muestra a veces de modo demasiado fragmentario la evolución de la religión contemporánea, como el hecho de la separación entre la Iglesia y el Estado francés en 1905.
Recibió el Premio Nobel de Literatura en 1937. A partir de ese momento su obra deja de ser considerada relevante por parte de la crítica, hasta el momento en el que Albert Camus la volvió a reivindicar.
Puede considerarse un heredero de la novela realista tradicional del siglo XIX; sin embargo, la certeza de sus descripciones, sus detalles narrativos y la penetración psicológica que hace de sus personajes, hacen que no se le pueda calificar como un escritor falto de innovación y fuerza.
Pasó la mayor parte de la Segunda Guerra Mundial en Niza. Allí empezó a elaborar una novela que permanecerá inconclusa el Diario del coronel de Maumort, que se publicará a título póstumo. Esta publicación, al igual que otras que también fueron póstumas (correspondencia, diario, relatos cortos) hace más compleja la figura de un escritor que se reivindicó a sí mismo como novelista.

## Publicaciones
- Devenir (1908)
- L'Une de Nous (1909)
- Jean Barois (1913)
- Les Thibault: Le Cahier gris (1922)
- Les Thibault: Le Pénitencier (1922)
- Les Thibault: La Belle Saison (1923)
- Les Thibault: La Consultation (1928)
- Les Thibault: La Sorellina (1928)
- Les Thibault: La Mort du père (1929)
- Confidence africaine (1930)
- Vieille France (1933)
- Les Thibault: Thibault, L'Été 1914 (1936)
- Les Thibault: Thibault, l'Épilogue (1940)